# Magyarosaurus
Magyarosaurus dacus
Genre
Espèce
Magyarosaurus est un genre éteint de dinosaures sauropode, un titanosaure quadrupède et herbivore de la famille des titanosauridés. Ayant vécu dans une île de la mer Téthysienne, ce genre présente un nanisme insulaire : il est l'un des plus petits sauropodes connus. Il a vécu au Maastrichtien (Crétacé supérieur) en Roumanie dans la région de Transylvanie, il y a environ 72 à 66 millions d'années.
Des restes fossiles appartenant à au moins dix individus de cette espèce ont été découverts au début du XXe siècle par Ilona et Franz Nopcsa dans la formation géologique de Sân-Petru, dans le bassin d'Hațeg du comitat d'Hunedoara qui appartenait alors à la Hongrie et qui est depuis 1918 un județ de la Roumanie.

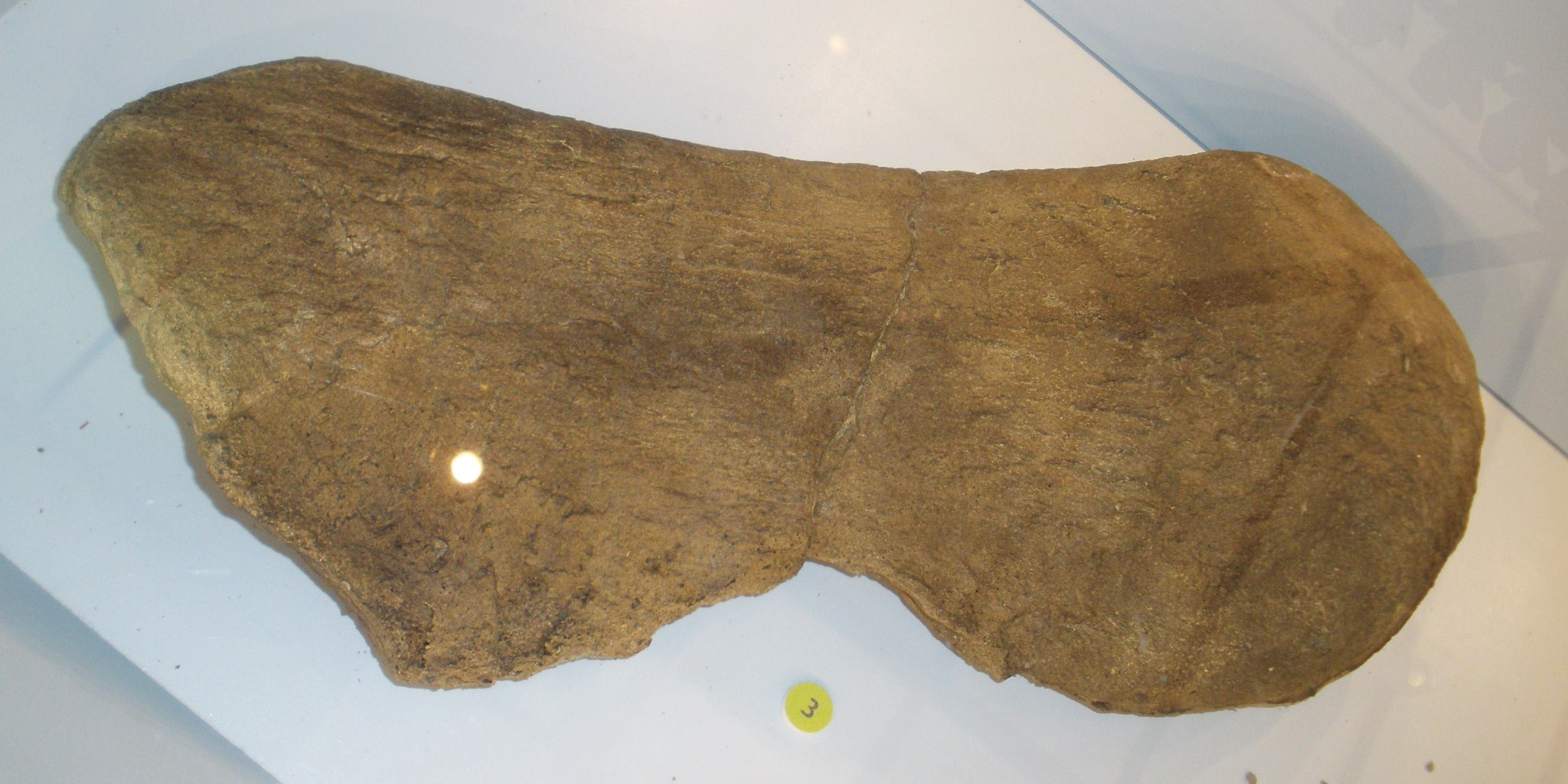
Scapula de Magyarosaurus sp.

## Description
Magyarosaurus dacus mesurait 6 mètres de long et pesait environ une tonne.

### Ostéodermes
Un ostéoderme attribué à Magyarosaurus dacus a été découvert au lieu-dit La Cărare (« au sentier »), près du village de Sân-Petru. Ceci confirme que de nombreux sauropodes du Crétacé supérieur possédaient ce type de plaques osseuses dans les épaisses couches dermiques de leur peau.

### Nanisme insulaire
Sa taille modeste pour un sauropode s'explique par la loi de Foster à l'origine du phénomène de nanisme insulaire. L'île Hațeg où ne lui fournissait pas de ressources suffisantes pour une taille plus importante. Cette hypothèse émise pour la première fois par Franz Nopcsa a été confirmée en 2010 par une étude histologique des os de Magyarosaurus par K. Stein et al., qui a confirmé que les ossements fossiles retrouvés étaient bien ceux de magyarosaures adultes nains et non de juvéniles.
Ce phénomène s'observe également dans d'autres groupes de dinosaures insulaires « hatséguiens » comme les ornithopodes Telmatosaurus et Zalmoxes, ainsi que chez le théropode Bradycneme. Stein et ses collègues en 2010 soulignent qu'aucun autre titanosaure hormis Magyarosaurus n'est atteint de nanisme insulaire, ce qui signifie que, pour ce taxon, le nanisme est une « autapomorphie distinctive ».

## Paléobiologie

### Œuf et embryons
Les œufs découverts regroupés en nids au sol ont été attribués provisoirement à Magyarosaurus dacus ou, encore moins sûrement, à Paludititan. Des embryons ont été fossilisés à l'intérieur des œufs, dont l'un porte une armure dermique.

### Croissance
L'étude histologique des os Magyarosaurus, conduite par Stein et ses collègues en 2010, montre que même les plus petits individus semblent être des adultes. Ils en concluent que l'« espèce » Magyarosaurus hungaricus décrit en fait les plus grands spécimens de Magyarosaurus dacus, ceux dont la taille dépasse la fourchette moyenne des variations intraspécifiques. Le taux de croissance des Magyarosaurus était très réduit, avec toutefois un taux métabolique élevé.

### Prédation
Dans son milieu insulaire, Magyarosaurus était à l'abri des prédateurs continentaux terrestres, mais pas (surtout les juvéniles) du ptérosaure géant Hatzegopteryx de dix mètres d’envergure, qui, posé au sol, avait la hauteur d'une girafe, et dont des ossements ont été également retrouvés ; on ignore si cet ajdarchidé nidifiait dans l'île (auquel cas on pourrait parler ici de gigantisme insulaire) ou n'y était présent que de passage.

## Taxonomie

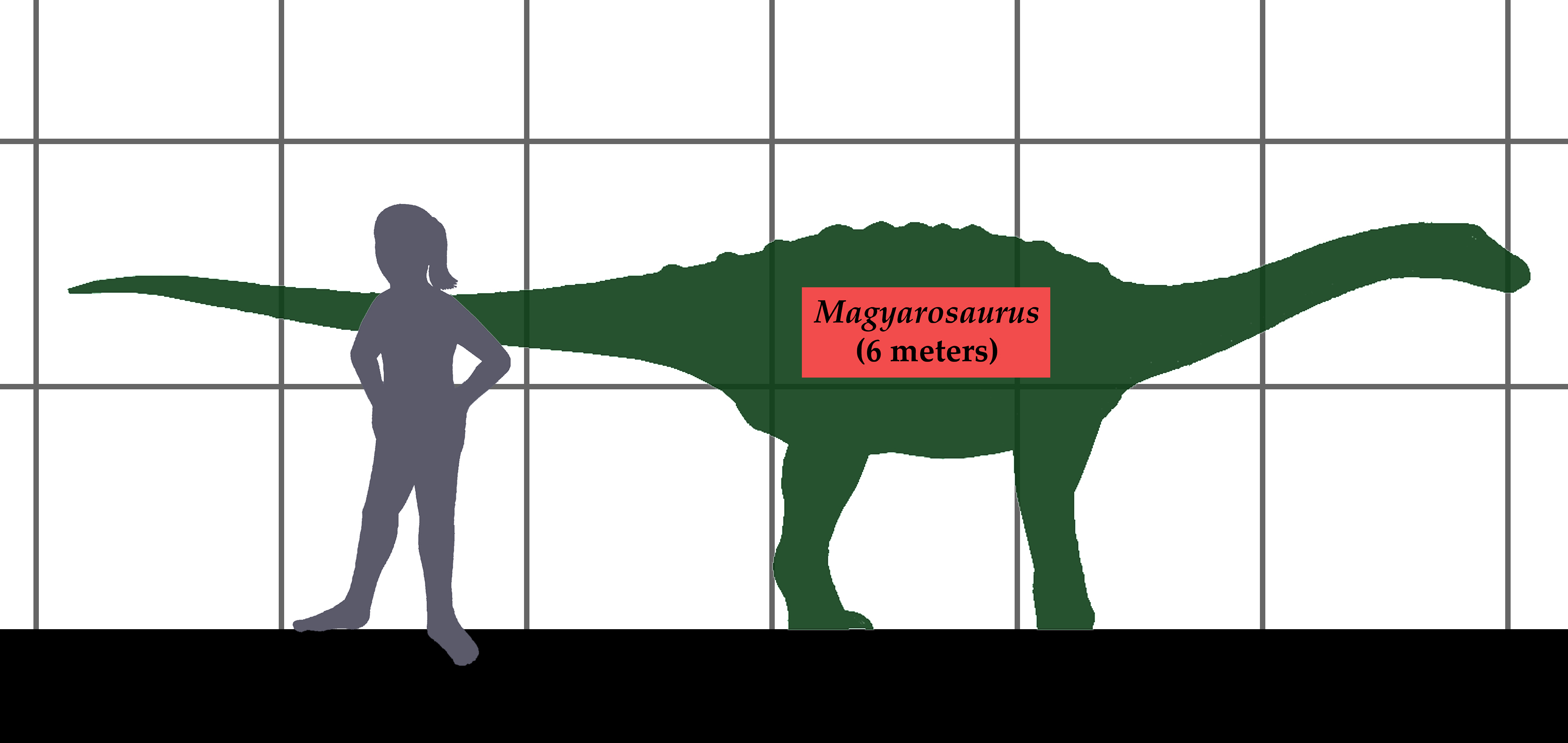
Tailles comparées entre Magyarosaurus et un humain.

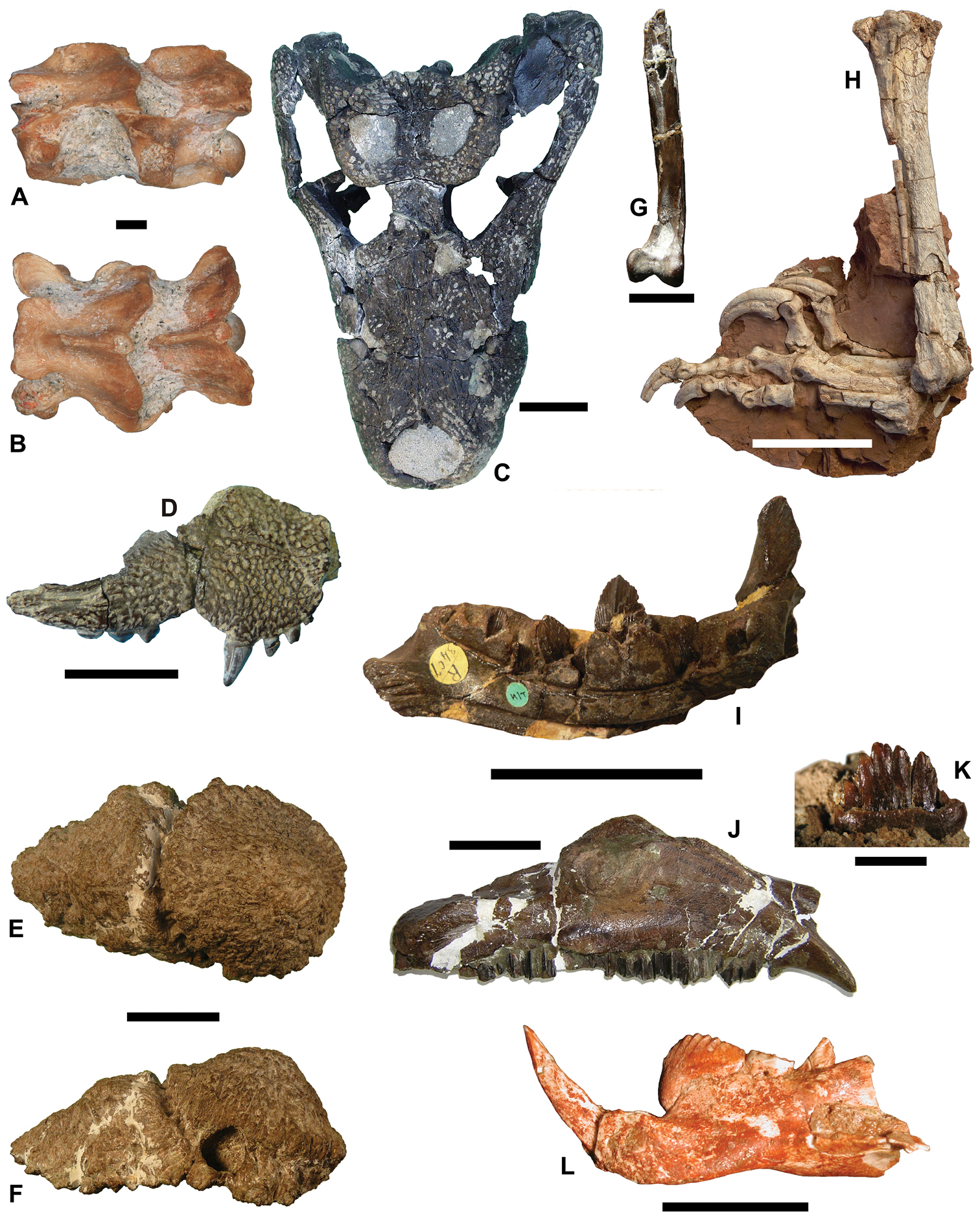
Fossiles du Campanien de Roumanie, dont Magyarosaurus (E–F). La barre horizontale associée mesure 5 cm.

Une seule espèce est clairement rattachée au genre : Magyarosaurus dacus, décrite en 1915 par Franz Nopcsa sous le nom de Titanosaurus dacus, nom spécifique faisant référence aux tribus daces qui ont vécu en Transylvanie il y a environ 2 000 ans. En 1932, Friedrich von Huene y trouva d'autres ossements fossiles et s'aperçut qu'il s'agissait d'un genre différent : il le rebaptisa donc, en l'honneur de Nopcsa, Magyarosaurus qui signifie « reptile magyar ». À ce moment, Von Huene a aussi nommé deux autres espèces : M. hungaricus et M. transsylvanicus. L'espèce M. hungaricus, plus rare et plus grande, pourrait être un taxon valide.
Magyarosaurus dacus, la seule espèce valide, a été rattachée au clade des Lithostrotia par P. Upchurch et ses collègues en 2004, puis rapprochée du Saltasauridae Rapetosaurus par K. Curry Rogers en 2005.